# Ascension (album của John Coltrane)
| Đánh giá chuyên môn                 | Đánh giá chuyên môn |
| Nguồn đánh giá                      | Nguồn đánh giá      |
| Nguồn                               | Đánh giá            |
| ----------------------------------- | ------------------- |
| Allmusic                            | [ 2 ]               |
| The Penguin Guide to Jazz           | [ 3 ]               |
| Rolling Stone Album Guide           | [ 4 ]               |
| The Rolling Stone Jazz Record Guide | [ 5 ]               |

Ascension là một album của nhạc công saxophone jazz người Mỹ John Coltrane thu âm năm 1965 và phát hành năm 1966. Đây được xem là một "vạch phân cách", vì những album phát hành trước nó có cấu trúc chặt chẽ hơn, còn nhưng album sau Ascension lại ít phụ thuộc cấu trúc hơn, với nhiều ảnh hưởng free jazz. Đĩa nhạc này cũng cho thấy Coltrane muốn thoát khỏi đội hình bộ tứ quen thuộc. Ông mô tả Ascension trong một bài phỏng vấn là một "thứ big band", dù rằng nó không giống với bất kỳ một nhạc phẩm big band nào trước đó. Tiền đề của album này rõ ràng là Free Jazz: A Collective Improvisation của Ornette Coleman và -giống Ascension— là một bản nhạc dài 40 phút mà không có bất kì đoạn nghĩ nào. Nhạc cộng jazz Dave Liebman từng bình luận rằng Ascension là "ngọn đuốc đã soi sáng free jazz".

## Âm nhạc
Phần kèn của Coltrane được trói buộc vào một rhythm section, tập trung vào tay piano McCoy Tyner, hai tay contrabass Jimmy Garrison và Art Davis, tay trống Elvin Jones. Ở Ascension (không như Free Jazz của Coleman), hợp diễn (ensemble) và đơn diễn (solo) lần lượt thay thế cho nhau, và chiếm thời gian gần bằng nhau.
Coltrane không cho các nhạc công nhiều hướng đi trong khi solo, trừ việc kết thúc với một crescendo. Những đoạn hợp diễn được sắp đặt nhiều cấu trúc hơn. Có những hợp âm; nhưng có lẽ đúng hơn nếu nói đoạn hợp diễn là những chuỗi mode hơn là các chuỗi hợp âm, với những lần đổi mode được báo hiệu bởi Coltrane, McCoy Tyner, và Freddie Hubbard. So với Free Jazz, Ascension có phần kèn được khuếch đại hơn, với hai alto sax, ba tenor sax, và hai trumpet.

## Thứ tự đơn diễn (solo) và hợp diễn (ensemble)
Các đoạn solo có thứ tự hơi khác nhau tùy theo ấn bản; Ấn bản II thiếu đoạn trống solo của Elvin Jones.
| Ấn bản II 1. (Opening Ensemble) 2. Coltrane solo (3:10–5:48) 3. (Ensemble) 4. Johnson solo (7:45–9:30) 5. (Ensemble) 6. Sanders solo (11:55–14:25) 7. (Ensemble) 8. Hubbard solo (15:40–17:40) 9. (Ensemble) 10. Tchicai solo (18:50–20:00) 11. (Ensemble) 12. Shepp solo (21:10–24:10) 13. (Ensemble) 14. Brown solo (25:10–27:16) 15. (Ensemble) 16. Tyner solo (29:55–33:26) 17. Davis và Garrison duet (song diễn) (33:26–35:50) 18. (Concluding Ensemble) | Ấn bản I 1. (Opening Ensemble) 2. Coltrane solo (4:05–6:05) 3. (Ensemble) 4. Johnson solo (7:58–10:07) 5. (Ensemble) 6. Sanders solo (11:15–13:30) 7. (Ensemble) 8. Hubbard solo (14:53–17:50) 9. (Ensemble) 10. Shepp solo (18:55–21:40) 11. (Ensemble) 12. Tchicai solo (23:11–24:56) 13. (Ensemble) 14. Brown solo (26:23–28:31) 15. (Ensemble) 16. Tyner solo (29:39–31:36) 17. Davis và Garrison duet (31:36–33:30) 18. Jones solo (33:30–33:55) 19. (Concluding Ensemble) |

## Danh sách track
Hai bản thu "Ascension" được phát hành, được gọi là Ấn bản I và Ấn bản II. Ấn bản I là lần thu thứ hai và ban đầu được phát hành qua hãng đĩa thu âm Impulse vào tháng 2 năm 1966 (số catalog A-95). Vì sự giới hạn của đĩa vinyl, nó được chia làm hai phần. Ấn bản II là lần thu đầu tiên và là phiên bản mà Coltrane ưu thích hơn. Nó thay thế Ấn bản I (cũng dưới tên A-95, với chữ "EDITION II" được khắc trên vinyl) vài tháng sau lần phát hành đầu tiên. Cả hai phiên bản đều có mặt trên CD được phát hành bởi Impulse năm 2000.
Ấn bản I
"Ascension" (John Coltrane) – 38:30
Ấn bản II
"Ascension" (Coltrane) – 40:49

## Thành phần tham gia
- John Coltrane — tenor saxophone
- McCoy Tyner — piano
- Jimmy Garrison — bass
- Elvin Jones — trống
- Freddie Hubbard — trumpet
- Dewey Johnson — trumpet
- Marion Brown — alto saxophone
- John Tchicai — alto saxophone
- Pharoah Sanders — tenor saxophone
- Archie Shepp — tenor saxophone
- Art Davis — bass